# Haruspex
Ein Haruspex (lat.; Plural: Haruspices = „Seher“) war ein antiker Wahrsager, der als Fulgurator Blitze deutete und vor allem aus den Eingeweiden von Opfertieren weissagte. Von großer Bedeutung war die Leberschau (Hepatomantie). Die Leber des Tiers galt als Mikrokosmos, der den Zustand der Welt widerspiegelt.

## Etymologie
Das Wort haruspex wurde von den Römern gebildet, als in der lateinischen Sprache noch der Ausdruck haru („Eingeweide“) existierte, der dann aber vor Einsetzen lateinischer literarischer Zeugnisse ausstarb. Möglicherweise wurde ein etruskisches Wort +haru, das mit „das Geweihte“ übersetzt werden kann und im Lateinischen die Bedeutung „Eingeweide“ annahm, mit der Verbalwurzel spec- „schauen“ verknüpft. Analog wurde das Wort auspex („der Vogelschauer“), das den in späterer Zeit augur genannten und mit den Auspizien befassten Kultspezialisten bezeichnete, gebildet. Die etruskische Bezeichnung für einen Haruspex lautete sehr wahrscheinlich netšvis. Einen Priester bei der Blitzschau und -deutung nannten die Etrusker vermutlich trutnvt frontac.

## Geschichte

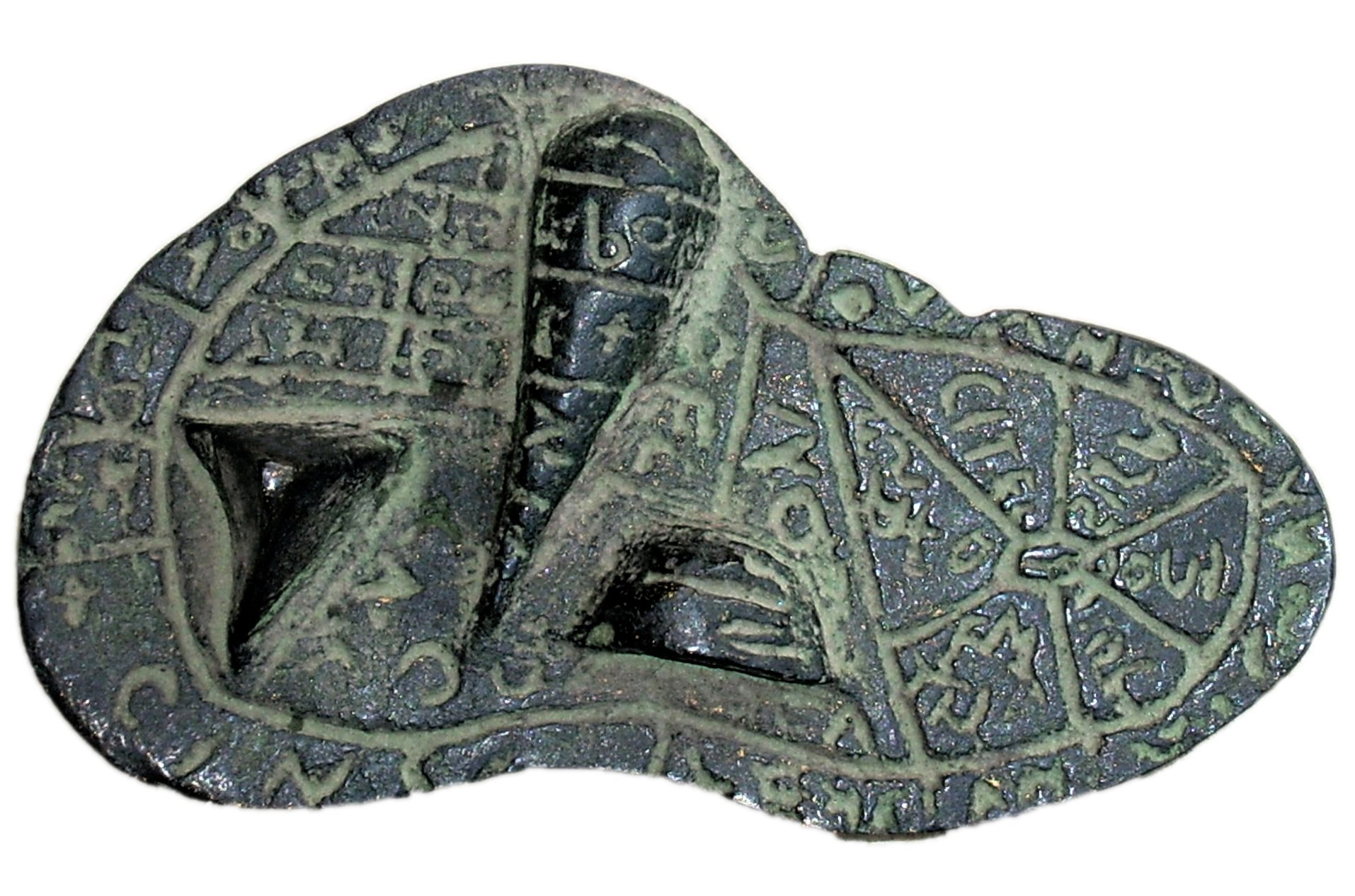
Bronzeleber von Piacenza

Leberschau und Blitzdeutung gehörten zu den wichtigsten religiösen Praktiken (Etrusca disciplina) der Etrusker. Haruspices wurden bereits in der Königszeit auch in Rom tätig. Offensichtlich beruhte das Weissagen aus Tiereingeweiden auf babylonischen Vorbildern.
Die Haltung der Römer und der Republik zu den Haruspices war im Laufe der Geschichte schwankend. Cato betrachtete sie als Schwindler. Die Weissagungen der Haruspices mussten zeitweise durch den Senat bestätigt werden.
Erst gegen Ende der Republik sind sie zu einem Kollegium von 60 Mitgliedern zusammengefasst worden, das im Jahr 47 durch Kaiser Claudius reorganisiert wurde. Unter Konstantin dem Großen wurden ihre Rechte und insbesondere ihre Befragung durch Privatperson weitgehend eingeschränkt, unter Constantius II. wurde jede Art der Divination verboten, unter Julian aber noch einmal kurzzeitig zugelassen. Als die Goten unter Alarich im Jahr 408 n. Chr. Rom erreichten, boten Haruspices dem Bischof von Rom, Papst Innozenz I., an, diese durch Blitz und Donner zu vertreiben. Noch im 7. Jahrhundert mussten Verbote gegen die Tätigkeiten der Haruspices ausgesprochen werden, die folglich immer noch praktizierten.
Haruspices gab es nicht nur in Rom, auch die Kolonien und Munizipien hatten ihre eigenen Haruspices, die sich meist aus den Vornehmen und Einflussreichen einer Gemeinde rekrutierten. Gleiches gilt für die Stäbe der römischen Legionen und die Kaiser, die meist wie schon Sulla und Caesar über persönliche Haruspices verfügten.
Haruspices gehörten nicht zur römischen Priesterschaft, gleichwohl konnten sie in der Kaiserzeit, in der es sogar Freigelassene unter ihnen gab, auch einem Priesterkollegium angehören. In der Regel waren sie aber eher Priester nichtrömischer Gottheiten außerhalb Roms. Dennoch spielten sie eine erhebliche Rolle bei römischen Stadtgründungen und Tempelneubauten. Von den Haruspices lernten die Römer auch die Kunst der Limitation.